# Микола Збир
Микола Збир (? — 2 лютого 1968, Філадельфія) — український релігійний та громадський діяч, священник УГКЦ. 

## Життєпис
Дата та місце народження невідомі. Закінчив гімназію в Тернополі, Львівську богословську академію.
Сотрудник (помічник пароха) церкви Різдва Христового у Тернополі  (1942—1944 роки). Після другої світової опинився у США. Став співзасновником Земляцького об'єднання «Тернопільщина» — громадської організації українців у США, яка видала збірник «Шляхами Золотого Поділля».